# برج يوستن
برج يوستون Euston Tower

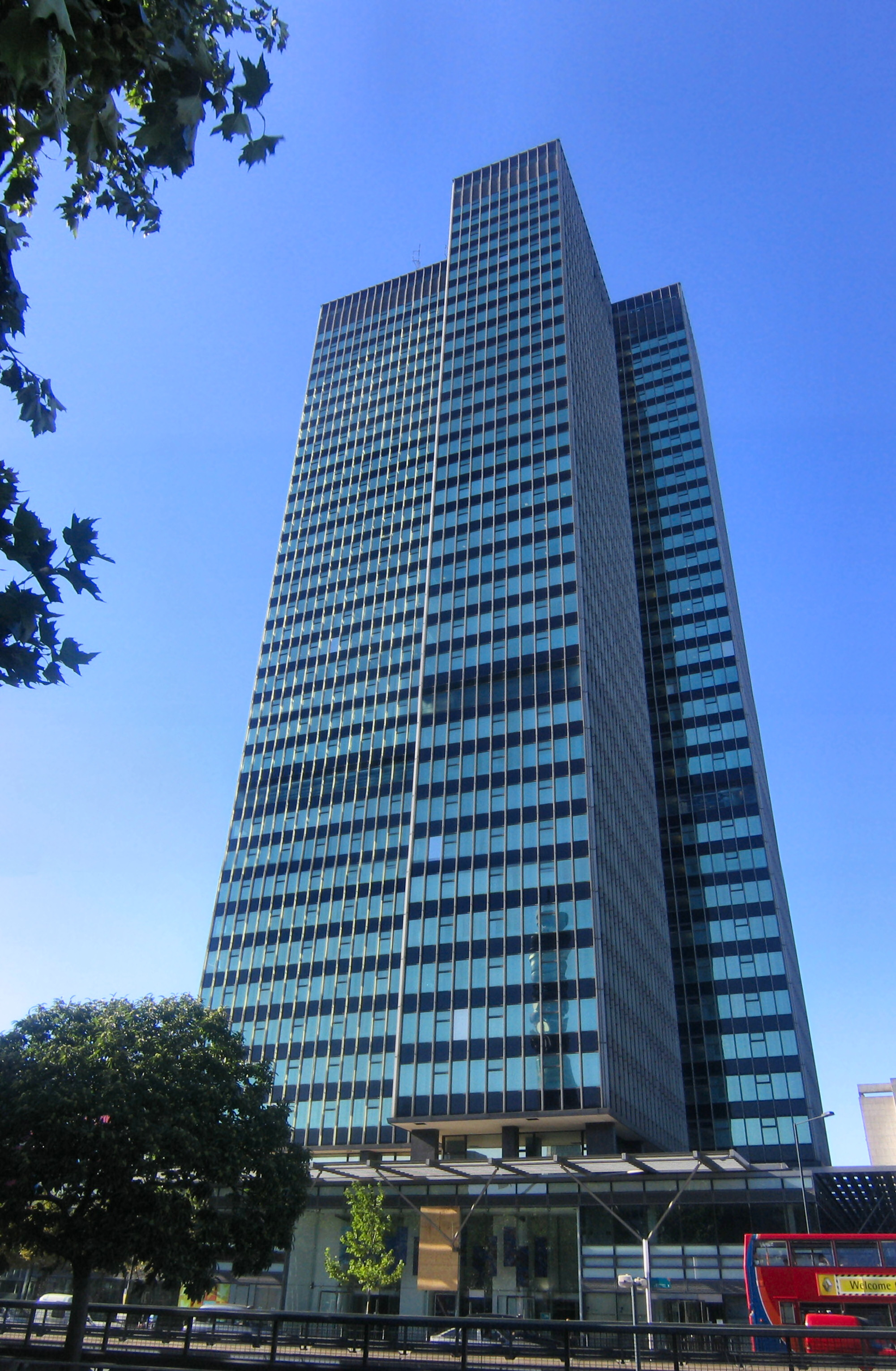
برج يوستون

هو ناطحة سحاب تقع في حي كامدن في لندن. وهو مثال جيد لناطحة سحاب ذات نمط دولي مع ستائر الحوائط الزجاجية.
وهو يقع عند تقاطع شارع هامبستيد المحكمة توتنهام الطريق / وشارع يوستن.ويقع في طريق يوستن من محطة وارن ستريت تحت الأرض. عنوانه الرسمي هو 286 يوستن الطريق.

يبلغ طول المبنى 124 متر (407 قدم) مقسمة على 36 طابقاً